# Passiena
Passiena Thorell, 1890 è un genere di ragni appartenente alla famiglia Lycosidae.

## Distribuzione
Le 4 specie note di questo genere sono state reperite in Africa centrale, meridionale e Asia sudorientale.

## Tassonomia
Le caratteristiche di questo genere sono state descritte dall'analisi degli esemplari tipo Passiena spinicrus Thorell, 1890.
Non sono stati esaminati esemplari di questo genere dal 2005.
Attualmente, ad agosto 2017, si compone di 4 specie:
- Passiena albipalpis Roewer, 1959 — Camerun
- Passiena auberti (Simon, 1898) — Sudafrica
- Passiena spinicrus Thorell, 1890[2] — Malaysia, Borneo
- Passiena torbjoerni Lehtinen, 2005 — Thailandia

### Specie trasferite
- Passiena bifasciata (C. L. Koch, 1834); trasferita al genere Pardosa (C.L. Koch, 1847)[1].
- Passiena elegantula Roewer, 1959; trasferita al genere Pardosa (C.L. Koch, 1847).
- Passiena praepes (Simon, 1885); trasferita al genere Pardosa (C.L. Koch, 1847).
- Passiena schenkeli (Lessert, 1904); trasferita al genere Pardosa (C.L. Koch, 1847).
- Passiena upembensis Roewer, 1959; trasferita al genere Pardosa (C.L. Koch, 1847).